# El Güell (Sora)
El Güell és un antic molí, actualment un habitatge, de Sora (Osona). És una obra inclosa a l'Inventari del Patrimoni Arquitectònic de Catalunya.

## Descripció
Edifici civil de petites dimensions amb teulada i desaigua a la façana principal. La seva orientació és d'oest.
Totes les cantoneres de la casa són de pedra treballada. A la façana principal hi ha quatre finestres i un balcó també amb pedra treballada i un portal de forma rectangular.
Al davant hi ha una cabana a la mà dreta. A la banda esquerra de la casa hi ha la data de 1882, única que es conserva.

## Història
El Güell és una antiga casa ja documentada en una llista de masies de la parròquia de Sant Pere de Sora i del Terme del Castell de Duocastella feta l'any de 1338 i escrit "Mas Goells".
Antigament se li va unir el Mas Jules. L'actual edificació sembla del segle xviii.